# Селенгинский район
Селенги́нский райо́н (бур. Сэлэнгын аймаг) — административно-территориальная единица и муниципальное образование (муниципальный район) в составе Республики Бурятия Российской Федерации.
Административный центр — город Гусиноозёрск.

## География
Селенгинский район расположен на юго-западе центральной части Бурятии. На севере по водоразделу Хамар-Дабана граничит с Кабанским, на востоке — с Иволгинским, Тарбагатайским, Мухоршибирским, на юге — с Бичурским и Кяхтинским, на западе — с Джидинским районами республики.
Северо-западная часть района, около 40 % территории, располагается в зоне горной тайги. Узкие долины рек Темник и Удунга обрамляют хребты Малого и Большого Хамар-Дабана. Здесь располагается небольшой участок Байкальского биосферного заповедника. Хамбинский хребет тянется с юго-запада на северо-восток вдоль Гусиноозёрской котловины, занимающей центральное положение в районе.

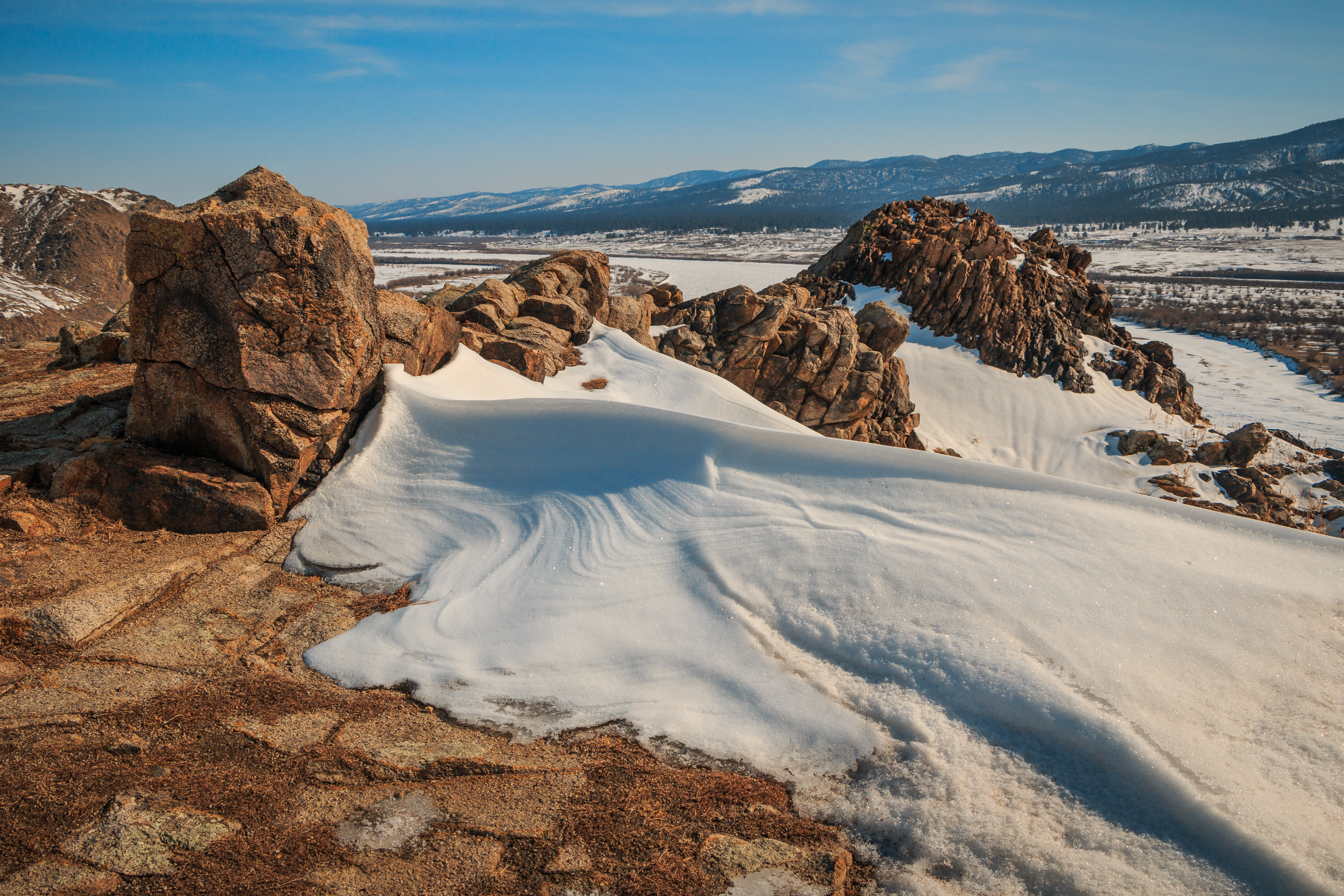
Скала «Англичанка», памятник природы в Селенгинском районе Бурятии

Бо́льшая часть территории района находится в степной и лесостепной зонах в пределах Селенгинского среднегорья, массив которого Моностой с грядой Холбольджин обрамляет Гусиноозёрскую котловину с юго-востока. Река Селенга в пределах юго-восточной части района течёт на протяжении 130 км.
На северо-востоке значительны долины среднего и нижнего течения реки Убукун.
Леса занимают 57,4 % территории района.

### Гидрография

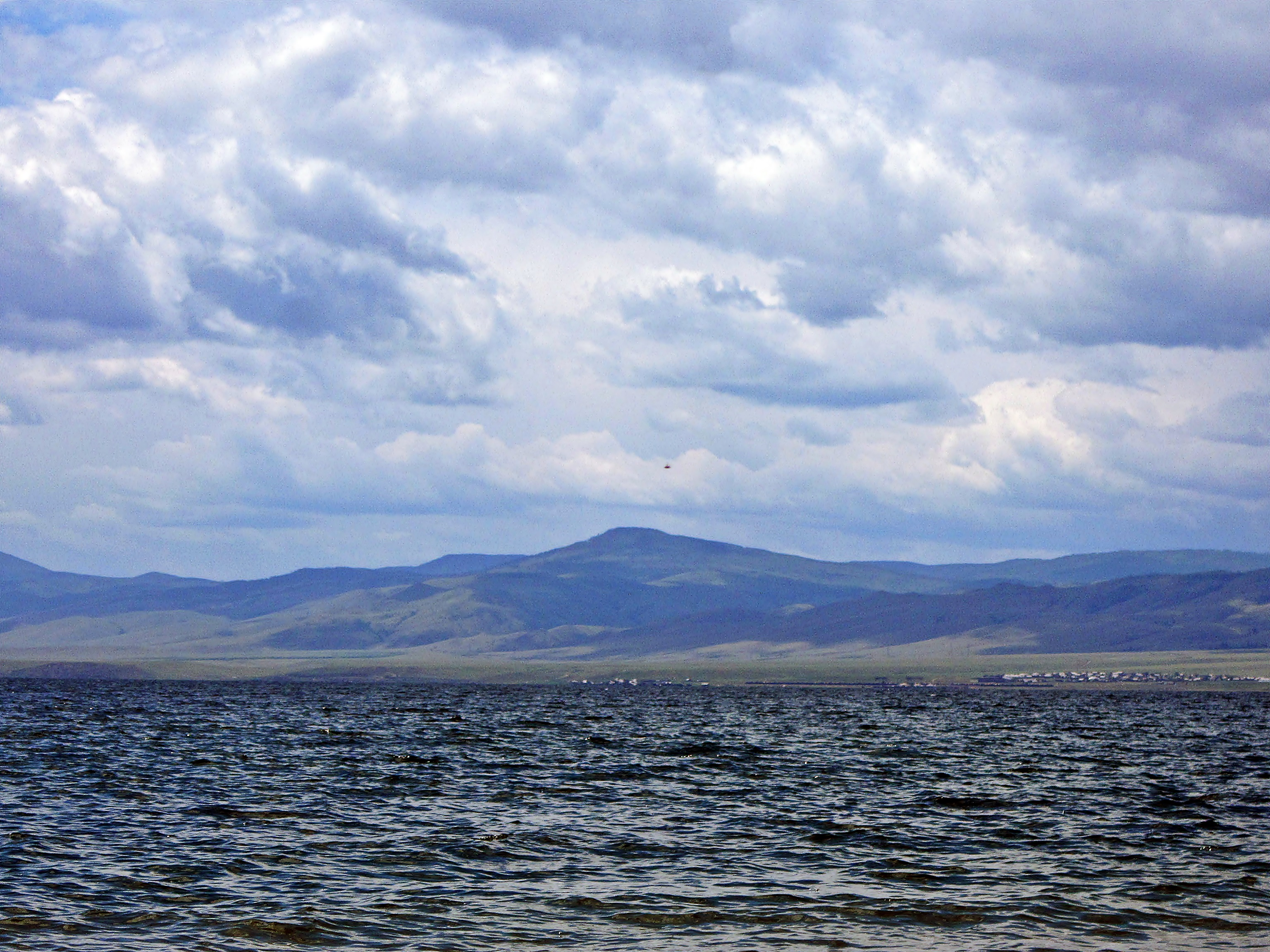
Гусиное озеро. Хамбинский хребет

На территории района находится Гусино-Убукунская озёрная группа. Крупнейшее — Гусиное озеро. В него впадают реки Загустай на северо-востоке, Бараты, Сильвэ на западе и Цаган-Гол на юго-западе, на юге вытекает река Баян-Гол.
В западной части Среднеубукунской долины лежат Убукунские озёра — Щучье, Круглое, Камышиное, Солёное и другие. Второе по величине озеро района, Щучье, является популярным курортом и местом отдыха жителей Бурятии. Находится в 110 км к юго-западу от Улан-Удэ. На берегу озера расположены частные и ведомственные турбазы, детские оздоровительные лагеря.
Из рек северной части района значительны — Темник, Удунга, Убукун.
Южная часть района сильно изрезана рекой Селенгой и её правыми притоками — реками Чикой и Хилок.

## История
1822 год — по «Уставу об управлении инородцев» селенгинские буряты объединены в Селенгинскую степную думу, к концу XIX века состоявшую из 22 родовых управлений. Местонахождение — Селендума.
1901 год — упразднение степной думы и образование Селенгинской, Чикойской и Оронгойской волостей, подчинённых русским уездам.
Апрель 1917 года — на первом общенациональном съезде бурят Забайкальской области и Иркутской губернии, состоявшемся в Чите, принято постановление о создании бурятской автономии и образовании, наряду с другими, Селенгинского аймака с центром в улусе Тамча.
1 мая 1917 года — создание аймачного революционного комитета общественной безопасности, взявшего всю полноту власти в аймаке. Первый председатель — Санжимитаб Цыбиктаров, бывший врач Российского консульства в Урге.
Ноябрь 1917 года — комитет общественной безопасности переименован в аймачный революционный Совет с сохранением прежнего руководства. Обострение борьбы между сторонниками национального земства и казачеством.
Март 1918 года — казаки во главе с атаманом Дондоком Абидуевым заняли Тамчу. Перенос аймачных учреждений в Новоселенгинск. Председатель — Бато Айсуев, бывший атаман Гэгэтуйской станицы.
Конец марта 1918 года — аймачный чрезвычайный съезд. Одобрение решения 3-го Забайкальского областного казачьего съезда о ликвидации казачьего сословия. Избрание селенгинского тайши-комиссара. Им стал внук по матери декабриста Н. А. Бестужева Николай Гомбоев (сын Н. И. Гомбоева).
Лето 1918 года — ликвидация Советской власти в Сибири после мятежа чехословаков. Восстановление Селенгинской казачьей станицы. Перенос аймачного центра вновь в улус Тамча.
1920 год — восстановление Советской власти. Перенос аймачного центра в Селендуму в связи с центральным её положением в районе.
Апрель 1921 года — создание Дальневосточной республики (ДВР) с выделением в её составе Бурят-Монгольской автономной области. Граница между РСФСР и ДВР проходила по реке Селенге.
Июль—август 1921 года — поход барона Унгерна, захват Тамчи и Новоселенгинска.
Январь 1922 года — создание Монголо-Бурятской автономной области РСФСР и в её составе, наряду с другими, Селенгинского аймака.
30 мая 1923 год — создание Бурят-Монгольской АCСР с прекращением существования ДВР и слиянием автономных областей. Учреждение Троицкосавского аймака на землях Селенгинского и Чикойского аймаков.
12 декабря 1923 года — образование Селенгинского аймака Бурят-Монгольской АССР.
1928 год — Перенос аймачного центра вновь в Тамчу.
1933 год — Перенос аймачного центра в Новоселенгинск.
11 февраля 1935 года — путём разукрупнения Селенгинского аймака из его состава выделен Джидинский аймак.
1937 год — административный центр аймака из посёлка Селендума перенесён в село Новоселенгинск.
В 1940—1942 годах на территории аймака существовал Гусиноозёрлаг.
3 декабря 1960 года Иволгинский аймак был упразднён, Гурульбинский и Иволгинский сельсоветы переданы в Улан-Удэнский горсовет, Гильбиринский, Оронгойский и Нижнеубукунский сельсоветы переданы в Селенгинский аймак.
8 декабря 1960 года село Ганзурино и посёлок станции Ганзурино Оронгойского сомсовета Селенгинского аймака переданы в состав Тарбагатайского аймака.
1961 год — административный центр аймака из села Новоселенгинск перенесён в город Гусиноозёрск.
2 апреля 1963 года Селенгинский аймак был упразднён. В состав Кяхтинского аймака включены семь сельсоветов и рабочий посёлок Селендума. Наушки и Чикой включены в Гусиноозёрский горсовет
13 января 1965 года из состава Кяхтинского аймака выделен Селенгинский аймак.
22 января 1965 года посёлок Ардасан Гусиноозёрского горсовета передан в состав Загустайского сельсовета Селенгинского аймака.
28 декабря 1972 года Нижнеубукунский сельсовет из Улан-Удэнского аймака передан в Селенгинский аймак.
1977 год — Селенгинский аймак переименован в Селенгинский район.
12 мая 1978 года посёлок Таёжный административно подчинённый Бабушкинскому горсовету Кабанского района передан в состав Загустайского сельсовета Селенгинского района.
В 1978 году город Гусиноозёрск стал городом республиканского подчинения и выведен из состава района.
В 1998 году город Гусиноозёрск перестал быть городом республиканского подчинения и включён в состав района.
В 2015 году проведена полномасштабная реконструкция автодороги от магистрали Р440 до села Гусиное Озеро протяжённостью 17 км.

## Население
| 1926    | 1939    | 1959    | 1960    | 1961    | 1962    | 1963    | 1964    | 1965    | 1966    | 1967    | 1968    |
| ------- | ------- | ------- | ------- | ------- | ------- | ------- | ------- | ------- | ------- | ------- | ------- |
| 25 000  | ↘21 500 | ↗24 700 | ↗37 500 | ↗39 500 | ↘38 700 | ↗39 300 | ↘39 000 | ↗40 000 | ↗40 100 | ↗40 800 | ↗41 100 |
| 1969    | 1970    | 1971    | 1972    | 1973    | 1974    | 1975    | 1976    | 1977    | 1978    | 1979    | 1980    |
| ↗41 700 | ↘29 700 | ↗44 000 | ↗45 200 | ↗47 100 | ↗47 800 | ↗48 000 | ↗50 100 | ↗51 000 | ↘29 000 | ↘28 400 | ↗28 800 |
| 1981    | 1982    | 1983    | 1984    | 1985    | 1986    | 1987    | 1988    | 1989    | 1990    | 1991    | 1992    |
| ↘28 600 | ↗29 500 | ↘29 000 | ↘28 300 | ↘27 800 | ↘27 400 | ↘27 300 | ↘26 700 | ↗26 900 | ↘26 500 | ↘26 200 | ↘25 700 |
| 1993    | 1994    | 1995    | 1996    | 1997    | 1998    | 1999    | 2000    | 2001    | 2002    | 2003    | 2004    |
| ↘25 500 | ↘25 300 | ↘25 000 | ↘24 300 | ↘24 000 | →24 000 | ↗55 200 | ↘54 500 | ↘53 100 | ↘48 164 | ↗50 400 | ↘49 700 |
| 2005    | 2006    | 2007    | 2008    | 2009    | 2010    | 2011    | 2012    | 2013    | 2014    | 2015    | 2016    |
| ↘49 200 | ↘48 800 | ↘46 100 | ↗47 800 | ↘46 253 | ↗46 427 | ↘46 261 | ↘45 412 | ↘44 639 | ↘43 788 | ↘43 372 | ↘43 045 |
| 2017    | 2018    | 2019    | 2020    | 2021    | 2023    | 2024    |         |         |         |         |         |
| ↘42 605 | ↘42 029 | ↘41 725 | ↘41 274 | ↗41 433 | ↘40 815 | ↘40 426 |         |         |         |         |         |

Примечание. В 1978—1998 годах город Гусиноозерск был городом республиканского подчинения и не входил в состав района
Согласно прогнозу Минэкономразвития России, численность населения будет составлять:
- 2024 — 41,44 тыс. чел.
- 2035 — 40,03 тыс. чел.

### Урбанизация
В городских условиях (город Гусиноозёрск) проживают 60,16 % населения района.

## Национальный состав
| Народ     | 2010 год чел.   | 2021 год чел.   |
| --------- | --------------- | --------------- |
| Русские   | 28165 (61,76 %) | 24229 (62,01 %) |
| Буряты    | 15647 (34,31 %) | 13695 (35,05 %) |
| Остальные | 1785 (3,91 %)   | 1148 (2,93 %)   |
| Всего     | 45597 (100 %)   | 39072 (100 %)   |

## Территориальное устройство
Селенгинский район разделён на следующие административно-территориальные единицы: 1 город (с подчинёнными ему населёнными пунктами), 6 сельсоветов и 7 сомонов.
Муниципальный район включает 13 муниципальных образований, в том числе 1 городское и 12 сельских поселений. Последние соответствуют сельсоветам и сомонам.
| №        | Муниципальное образование | Административный центр | Количество населённых пунктов | Население (чел.) | Площадь (км²) | Административно- территориальная единица    |
| -------- | ------------------------- | ---------------------- | ----------------------------- | ---------------- | ------------- | ------------------------------------------- |
| 1e-06    | Городское поселение       |                        |                               |                  |               |                                             |
| 1        | город Гусиноозёрск        | город Гусиноозёрск     | 3                             | ↗24 404          | 249,41        | город Гусиноозёрск                          |
| 1.000002 | Сельские поселения        |                        |                               |                  |               |                                             |
| 2        | Бараты                    | посёлок Бараты         | 1                             | ↘392             | 223,12        | Баратуйский сельсовет                       |
| 3        | Гусиное Озеро             | село Гусиное Озеро     | 2                             | ↘2377            | 816,14        | Гусиноозерский сельсовет                    |
| 4        | Жаргаланта                | улус Жаргаланта        | 1                             | ↘712             | 331,77        | Жаргалантуйский сомон                       |
| 5        | Загустайское              | улус Тохой             | 5                             | ↘2959            | 648,39        | Загустайский сомон                          |
| 6        | Иройское                  | улус Ташир             | 4                             | ↘1320            | 1794,62       | Иройский сомон                              |
| 7        | Нижнеубукунское           | улус Харгана           | 4                             | ↗1310            | 314,38        | Нижнеубукунский сельсовет                   |
| 8        | Новоселенгинское          | посёлок Новоселенгинск | 3                             | ↘1880            | 632,52        | Новоселенгинский сельсовет                  |
| 9        | Ноехонское                | улус Зурган-Дэбэ       | 4                             | ↘730             | 909,64        | Ноехонский сомон                            |
| 10       | Селендума                 | село Селендума         | 5                             | ↘2550            | 623,79        | Селендумский сельсовет, Ехэ-Цаганский сомон |
| 11       | Сутой                     | улус Дэдэ-Сутой        | 1                             | ↘274             | 309,79        | Зуево-Сутойский сомон                       |
| 12       | Темник                    | посёлок Темник         | 1                             | ↘557             | 123,40        | Темникский сельсовет                        |
| 13       | Убур-Дзокойское           | улус Нур-Тухум         | 3                             | ↘967             | 704,21        | Убур-Дзокойский сомон                       |

В 2013 году были упразднены сельские поселения Таёжное и Ехэ-Цаган, которые были объединены с сельскими поселениями Иройское и Селендума соответственно.

## Населённые пункты
В Селенгинском районе 35 населённых пунктов.
| №  | Населённый пункт | Тип                 | Население | Муниципальное образование |
| -- | ---------------- | ------------------- | --------- | ------------------------- |
| 1  | Ардасан          | посёлок             | ↗163      | Загустайское              |
| 2  | Бараты           | посёлок             | ↘392      | Бараты                    |
| 3  | Билютай          | село                | ↘212      | Селендума                 |
| 4  | Булак            | улус                | ↘21       | Загустайское              |
| 5  | Бургастай        | улус                | ↘96       | Новоселенгинское          |
| 6  | Гусиное Озеро    | село                | ↘2935     | Гусиное Озеро             |
| 7  | Гусиноозёрск     | город               | ↗24 319   | город Гусиноозёрск        |
| 8  | Дэбэн            | улус                | ↘158      | Убур-Дзокойское           |
| 9  | Дэдэ-Сутой       | улус                | ↘274      | Сутой                     |
| 10 | Ёнхор            | улус                | ↗195      | Убур-Дзокойское           |
| 11 | Ехэ-Цаган        | улус                | ↘363      | Селендума                 |
| 12 | Жаргаланта       | улус                | ↘712      | Жаргаланта                |
| 13 | Залан            | улус                | ↘74       | Ноехонское                |
| 14 | Зурган-Дэбэ      | улус                | ↘878      | Ноехонское                |
| 15 | Мэнгэй           | улус                | ↘13       | Ноехонское                |
| 16 | Нижний Убукун    | село                | ↘207      | Нижнеубукунское           |
| 17 | Новоселенгинск   | посёлок             | ↗2067     | Новоселенгинское          |
| 18 | Нур-Тухум        | улус                | ↗674      | Убур-Дзокойское           |
| 19 | Поворот          | посёлок             | ↘181      | Новоселенгинское          |
| 20 | Селендума        | село                | ↘2504     | Селендума                 |
| 21 | Сосновка         | село                | ↗26       | Селендума                 |
| 22 | Средний Убукун   | село                | ↘310      | Нижнеубукунское           |
| 23 | Сульфат          | посёлок при станции | ↗18       | Загустайское              |
| 24 | Таёжный          | посёлок             | ↘142      | Иройское                  |
| 25 | Ташир            | улус                | ↘1206     | Иройское                  |
| 26 | Темник           | посёлок             | ↘557      | Темник                    |
| 27 | Тохой            | улус                | ↗2819     | Загустайское              |
| 28 | Тухум            | улус                | ↘20       | Ноехонское                |
| 29 | Убукун           | посёлок при станции | ↗67       | Нижнеубукунское           |
| 30 | Удунга           | улус                | ↘76       | Иройское                  |
| 31 | Усть-Урма        | улус                | ↗267      | Иройское                  |
| 32 | Харгана          | улус                | ↗950      | Нижнеубукунское           |
| 33 | Цайдам           | улус                | ↗206      | Гусиное Озеро             |
| 34 | Шана             | улус                | ↗267      | Селендума                 |
| 35 | Ягодное          | село                | ↗320      | Загустайское              |

### Упразднённые населённые пункты
- 2024 г. — посёлки Загустай и Заозёрный

## Экономика
Транспортная инфраструктура

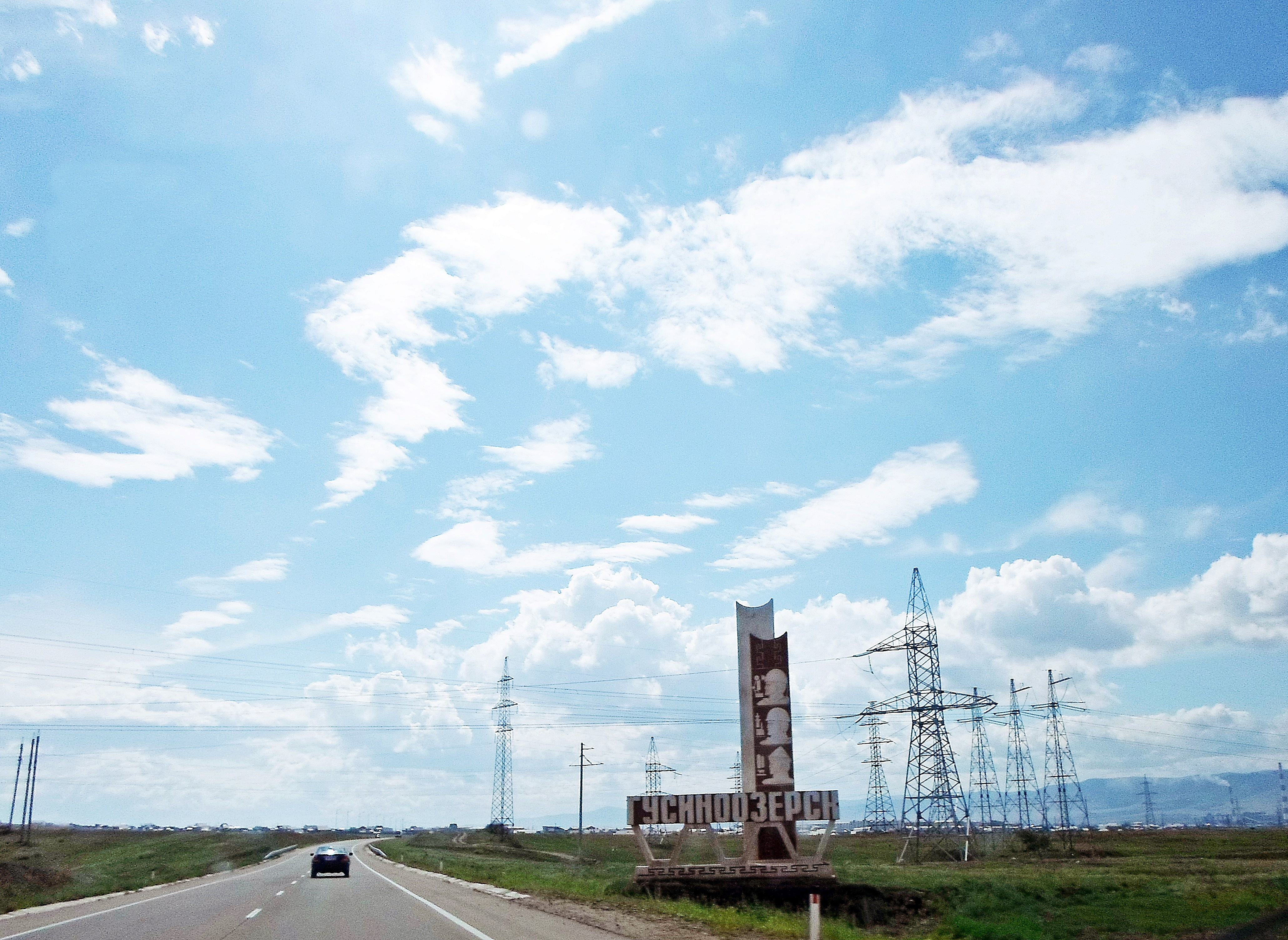
Стела на Кяхтинском тракте на въезде в Гусиноозёрск.

По территории района проходят — федеральная автотрасса А340 Улан-Удэ — Кяхта (Кяхтинский тракт), региональная автодорога Р440 Гусиноозёрск — Закаменск (Джидинский тракт) и южная линия Восточно-Сибирской железной дороги в Монголию.
Промышленность
Крупные предприятия: Гусиноозёрская ГРЭС.

## Культура
В районе действуют 25 домов культуры и сельских клубов, 33 библиотеки, пять школ искусств и детских музыкальных школ, музей декабристов в Новоселенгинске.

## Средства массовой информации
- Районная газета «Селенга» издаётся с 29 мая 1931 года[31].
- «Селенга 03» — Новости Селенгинского района Бурятии

## Памятники истории и культуры
Всего в районе на охране находятся 96 памятников истории и культуры, в том числе:
- памятников истории — 26;
- памятников архитектуры — 5;
- памятников археологии — 65[32].

Из них наиболее известны:
- Гусиноозёрский (Тамчинский) дацан
- Дом Старцева (Музей декабристов в Новоселенгинске)
- Старый Селенгинск и Селенгинский Спасский собор
- Вознесенский собор

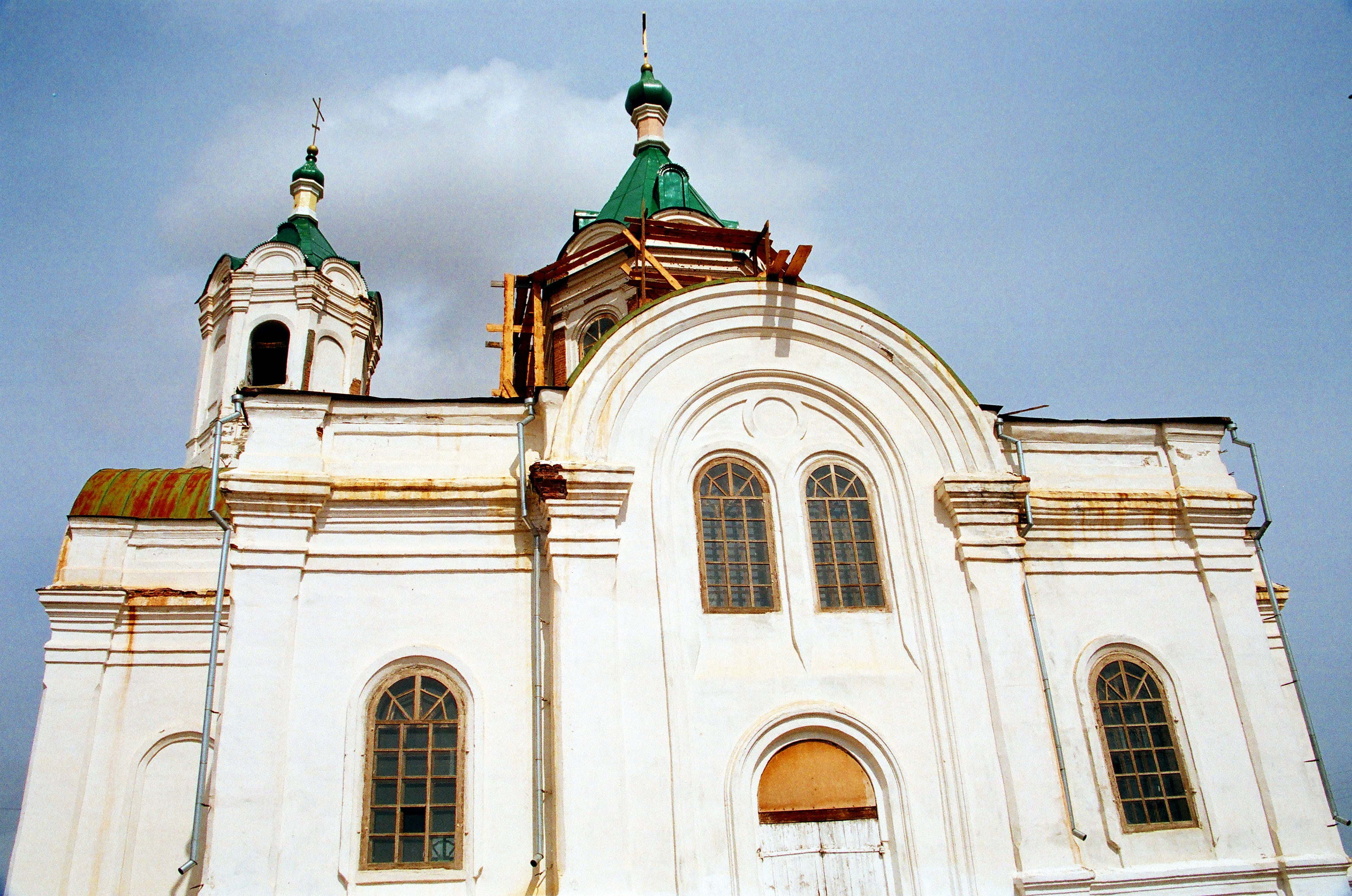
Вознесенский собор (Новоселенгинск)
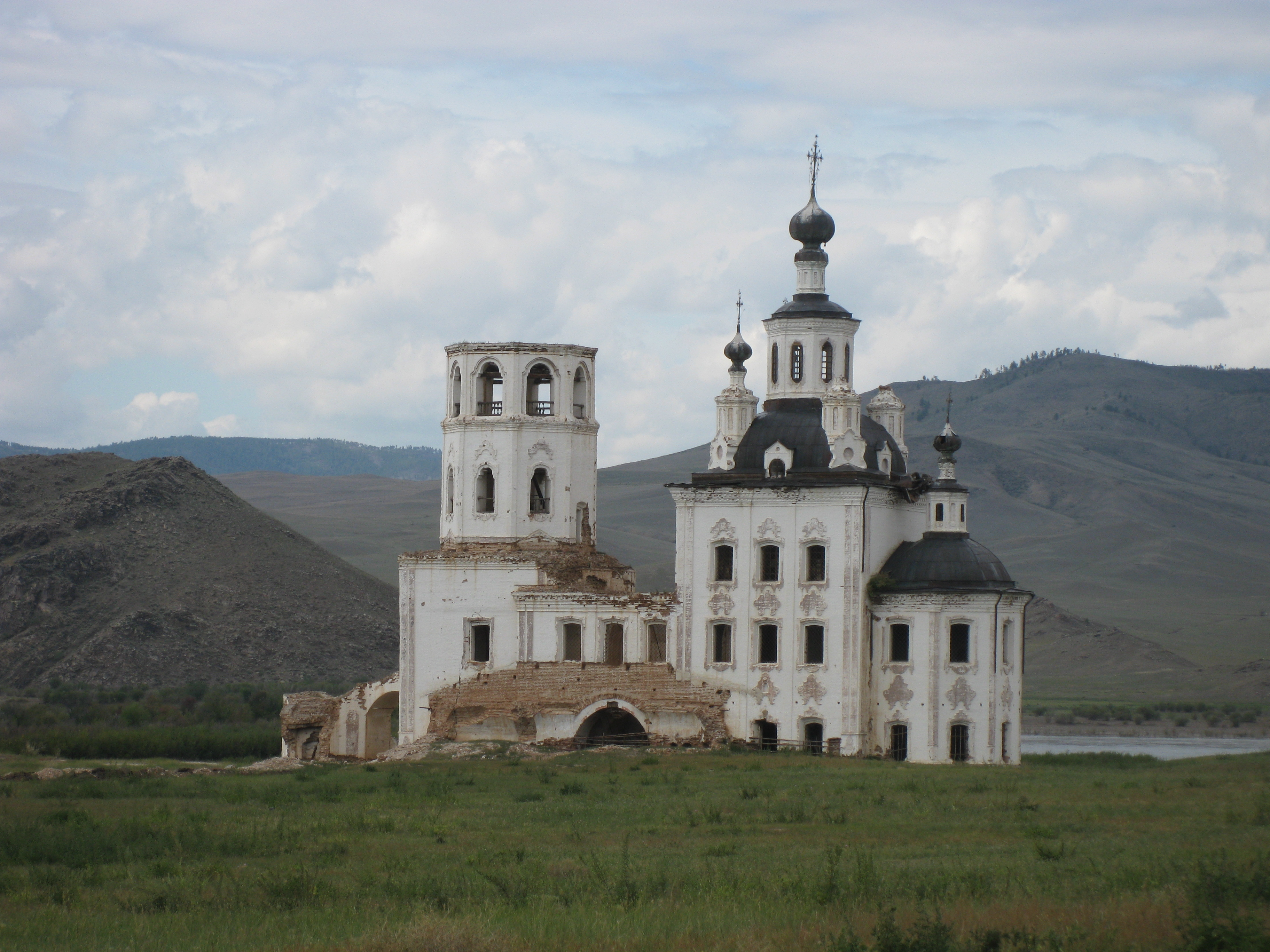
Селенгинский Спасский собор
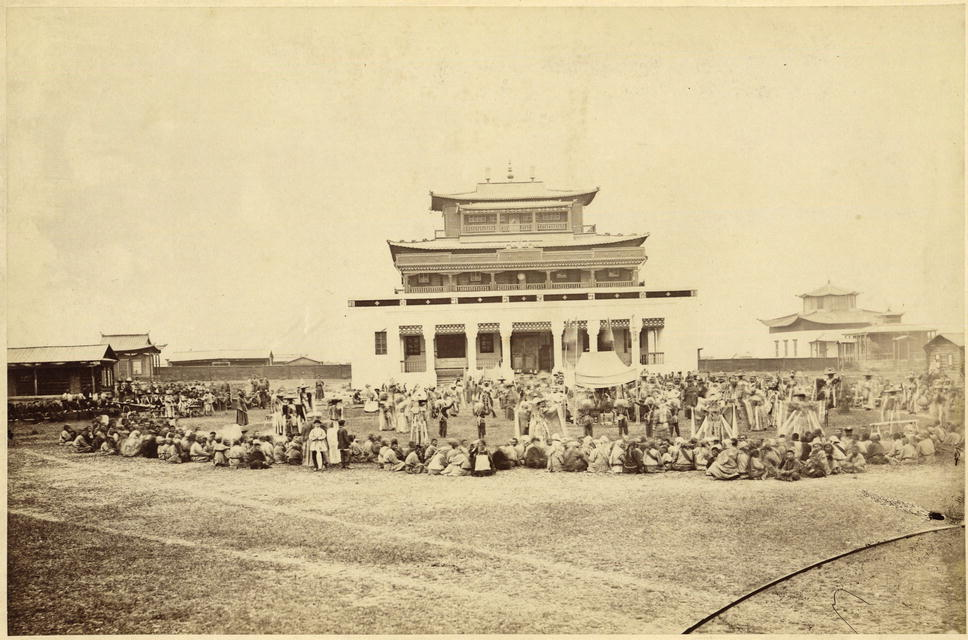
Гусиноозёрский (Тамчинский) дацан
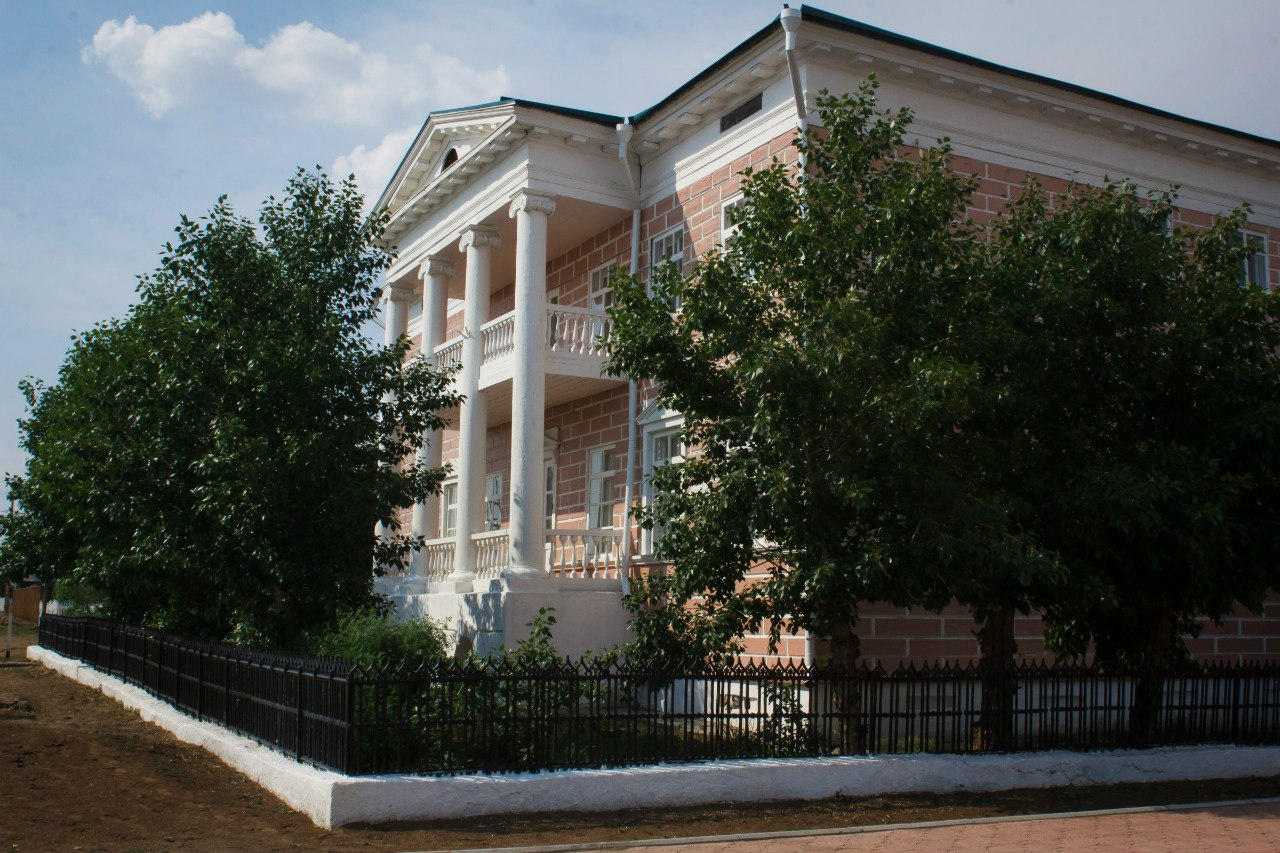
Музей декабристов Бестужевых

## Палеонтология
В урочище Могойто (западный берег Гусиного озера, близ остановочного пункта Муртой) был найден муртойлест (Murtoilestes) — вымерший род млекопитающих, известный с раннего мелового периода, одна из самых ранних находок плацентарных млекопитающих.